# گلشن وصال
گلشن وصال کتابی از علی روحانی وصال است که در آن نویسنده به شرح حال و آثار خاندان وصال شیرازی می‌پردازد. این کتاب در سال ۱۳۱۹ با مقدمه محمدعلی فروغی از سوی شرکت سهامی طبع کتاب منتشر شد و نشر نوید شیراز در سال ۱۳۸۵ با ت‍ن‍ظی‍م و ت‍ص‍ح‍ی‍ح م‍ح‍م‍ود طاووس‍ی آن را بازنشر کرد.